# Mandaon
Mandaon est une localité de la province de Masbate, aux Philippines. En 2015, elle compte 41 262 habitants.